# Diosdado Cabello
Diosdado Cabello Rondón (El Furrial, 15 aprile 1963) è un politico ed ex militare venezuelano.
È stato Presidente del Venezuela ad interim per un solo giorno il 13 aprile 2002, ed è - attualmente, da mercoledì 27 agosto 2024, - Ministro dell'Interno della Repubblica Bolivariana del Venezuela, su nomina presidenziale di Nicolas Maduro.
Già membro delle forze armate, fu tra i protagonisti dei tentativi di colpo di Stato effettuati nel 1992 sotto la guida di Hugo Chávez, per i quali scontò due anni di prigione. In seguito divenne leader del Movimento Quinta Repubblica e, alla dissoluzione di questo, dirigente del nuovo Partito Socialista Unito del Venezuela.
Governatore dello stato di Miranda dal 2004 al 2008, alla riconferma venne sconfitto dall'emergente Henrique Capriles Radonski, in seguito candidato alla presidenza della repubblica.
Dal 2000 è membro dell'Assemblea nazionale, il parlamento venezuelano, come rappresentante dello stato di Monagas. Dal 2012 al 2016 è stato presidente del Parlamento. Dal 2018 è presidente dell'Assemblea nazionale costituente.
Uno dei suoi quattro figli, José David Cabello ha ricoperto diversi incarichi governativi.
Cabello è stato oggetto di numerose denunce su supposte distrazione di fondi o uso personale di denaro pubblico, puntualmente rigettate. Ha subito critiche in merito alla cattiva amministrazione anche dalla sua parte politica, continuando però ad avere la fiducia del presidente Chávez.
Il 18 maggio 2015, Diosdado Cabello, secondo del partito al governo, è stato indagato per traffico di droga dalla Drug Enforcement Administration (DEA) statunitense che lo vede alla guida del Cartel de los Soles, nel quale ci sarebbero anche alti ufficiali delle Forze armate.